# Def Comedy Jam
Def Comedy Jam is een Amerikaanse, stand-upcomedytelevisieserie die werd bedacht door Russell Simmons en Stan Lathan. De show werd geproduceerd door Russell Simmons en uitgezonden door het Amerikaanse televisiestation HBO. De originele uitzendingen liepen van 1 juli 1992 tot 1 januari 1997. Daarna kwam de show nog terug in de najaarsprogrammering van HBO in 2006. Def Comedy Jam was een springplank voor een aantal Afro-Amerikaanse stand-upcomedyartiesten.

## Enkele comedians die verschenen opDef Comedy Jam
- Martin Lawrence
- Dave Chappelle
- Chris Rock
- Cedric the Entertainer
- Bernie Mac
- Chris Tucker
- Eddie Griffin
- Jamie Foxx
- Tracy Morgan
- Katt Williams
- Craig Robinson
- Russell Peters
- Mike Epps

## Dvd
De serie is verkrijgbaar in dvd-boxsets in de VS en het Verenigd Koninkrijk.